# Бабанка
Баба́нка — селище Уманського району Черкаської області. Кількість населення 2137 осіб. Адміністративний центр Бабанської селищної громади.

## Назва
За однією з версій, селище дістало назву від річки Бабанка — так іноді називають річку Ревуху.
Також про походження назви Бабанка існує така легенда. За свідченням старожилів, при дорозі стояла корчма, де кожен подорожній зупинявся відпочити тілом і душею. Господинею корчми була Ганна — добра, весела на вдачу, дбайлива і вправна жінка. Не один десяток років хазяйнувала Ганна, тож слава про неї росла і росла. Чумаки, що долали далеку і важку дорогу, завжди зупинялися в її дворі. Постаріла вже Ганна — стала справжньою бабусею, а слава про неї не вмерла: «Де відпочинемо, де заночуємо?» — запитував хтось із подорожніх у своїх друзів. «Та у баби Анки!» — чулося у відповідь.

## Розташування
Розташоване по обидва береги річки Ревуха — притоки річки Ятрань.

## Історія
Село з такою назвою існувало й у XVII ст., однак археологічні знахідки свідчать про заселення цієї території у глибоку давнину. Знайдені крем'яні вироби доби пізнього палеоліту, залишки поселень трипільської культури, доби пізньої бронзи та дев'ять поселень черняхівської культури.
У списку населених пунктів Уманщини, які 1726 перейшли від польських магнатів Калиновських до Потоцького. Бабанка значиться як один із найбільших. 1793 р. — анексовано Російською імперією.
Клірові відомості, метричні книги, сповідні розписи церкви Покрова Пресвятої Богородиці с. Бабанка Уманського пов. Київської губ. зберігаються в ЦДІАК України. https://cdiak.archives.gov.ua/baza_geog_pok/church/baba_002.xml
З листопада 1917 року по березень 1919 року село входило до складу УНР.
29 жовтня 1917 року відбулося перше зібрання Бабанської волосної народної ради, обраної на демократичних засадах. Головою волосної народної управи обрано Йосипа Петльованого.

### Прихід радянської влади
1921 року у Бабанці остаточно встановлено радянську владу. З 15 жовтня 1932 по 7 січня 1954 року Бабанка була районним центром у складі Київської області.
Під час Голодомору 1932—1933 років, тільки за офіційними даними, від голоду померло близько 1000 мешканців селища.
1935 року було ухвалено розібрати церкву, а на її місці спорудити будинок середньої школи.

### Післявоєнні роки
Після Другої Світової війни в селі працювала середня школа, в якій навчалися 618 учнів. 1978 здано приміщення нової середньої школи на 960 учнівських місць. 1961 на базі колишнього райкому було організовано школу-інтернат, реорганізовану 1962 у Допоміжну школу-інтернат для дітей з фізичними та розумовими вадами. Сьогодні школа є комунальним закладом Бабанська спеціальна школа Черкаської обласної ради для дітей з інтелектуальними порушеннями (директор Сельодкіна Олена Григорівна). У школі навчаються 86 дітей.
Нове приміщення дошкільної дитячої установи «Ягідка» на 160 місць збудовано в 1986 р. Площа території — 1328 м²., є плавальний басейн, який на сьогодні не працює. У 1989 р. на базі Будинку піонерів було утворено музичну школу, яку в 2001 р. перейменовано на школу мистецтв. У 1990 р. в селищі побудовано нову поліклініку, ветеринарну лікарню. В цьому ж році в Бабанці було реставровано Свято-Покровську церкву (священик — отець Володимир Юрійович Кондраш). Покровська церква відноситься до Московського Патріархату. В селищі побудовано 1988 і введено в дію очисні споруди потужністю 400 м³ на добу.
1950 року п'ять Бабанських колгоспів об'єдналися в один — «Шлях до комунізму». Колгосп очолив П. І. Калієвський

### Сучасність
Нині в селі діють дві агрофірми: ДП агрофірма «Байс-Агро» (керівник — Л. І. Кисіль) та ТОВ «Агровіт». Центром культурного життя селища є Будинок культури на 420 місць, споруджений у 1965 р.  У його приміщенні працює сільська бібліотека для дорослих і дітей. В 60-х роках у селі було створено краєзнавчий музей, в якому налічувалося до 2 тисяч експонатів. 15 жовтня 2005 р. було відкрито в новому приміщенні Музей народного побуту та етнографії. У 1991 р. в селі створено філію «Райсількомунгоспу». У селищі функціонують відділення пошти, радіовузол (АТС), підстанція (РСМ), торговий центр.
Населений пункт будується і розбудовується: зведено два 8-квартирних будинки по вул. Соборна, два 12-квартирних та один 16-квартирний будинки. У 1987 р. зведено на постамент бойовий танк Т-34 воїнам 6 та 12-ї армії Південно-Західного фронту першого формування. У 1988 р. було встановлено гранітну плиту на братській могилі (пам'ятник встановлено в 1950 р.) з іменами 12 відомих та 169 невідомих радянських солдатів. У центрі села споруджено обеліск слави, на якому викарбувано імена 359 воїнів Бабанки, що віддали своє життя за свободу і незалежність рідного краю. У 1989 р. встановлено пам'ятник односельцям, що загинули під час репресій 1932—1937 pp.; у 1990 р. на кладовищі — пам'ятник односельчанам, які померли в роки голодомору: в 1992 р. — пам'ятник — бойовий літак Міг-21 на знак пам'яті про відважних льотчиків, які загинули в 1941 p., захищаючи нашу Вітчизну.
У 2005 р. на полях, де проходили останні бої воїнів знищених 6 та 12-ї армій, біля траси Львів — Кропивницький — Знам'янка збудовано меморіальний комплекс.
На початку 2008 р. в Бабанці розпочалося будівництво комплексу для обслуговування автотуристів, вартість робіт — майже 5 мли грн. У цьому ж році розпочато будівництво об'їзної автомагістралі Львів — Кропивницький — Знам'янка протяжністю 9 км і встановлення трьох мостів.
У Бабанці є два ставки та Міжинський ліс.

## Населення

### Мова
Розподіл населення за рідною мовою за даними перепису 2001 року:
| Мова       | Відсоток |
| ---------- | -------- |
| українська | 98,54%   |
| російська  | 1,22%    |

## Уродженці села
У селищі Бабанка народилися:
- Барчук Анатолій Трохимович (1939—2015) — радянський та український актор театру і кіно, народний артист України.
- Луць Ніна Дмитрівна — Заслужений працівник культури України. Народилася 22.02.1950 р. у с. Бабанка Уманського району Черкаської області. Праювала у сільському будинку культури, завідувачем бібліотеки. Закінчила Харківський інститут культури (1974) і була призначена на посаду завідувача Хотинською районною бвбліотекою для дорослих — нині директор Хотинської центральної бібліотечної системи. Обиралася делегатом І Всеукраїнського Конгресу бібліотекарів (Київ,1992). Лауреат літературно-мистецької премії ім. С. Воробкевича. Номінант енциклопедичного видання «Видатні діячі культури і мистецтв Буковини» (Чернівці: Книги — ХХІ, 2010. — Вип. І. — С. 230—232. — ISBN 978-966-2147-82-7).
- В. Рахнянський — генерал армії, який командував обмеженим контингентом військ на Кубі під час революції, довгий час, до 1996 p. був Послом на Кубі.